# 张先
張先（990年—1078年），字子野，湖州烏程（今浙江湖州吳興）人，因張先曾在安陸郡（今湖北省安陸市）任職多年，人亦稱張安陸，北宋婉約派詞人。

## 生平
父张维，好读书。張先是天聖八年進士，授漢陽軍司理參軍，調河南法曹參軍，改著作佐郎知閬中縣，代還，拜秘書丞，知亳州鹿邑縣。與欧阳修友好。官至尚書都官郎中，著有《安陸集》一卷。清代侯文灿、葛鸣阳、鲍廷博等人根据宋人手抄本编纂《张子野词》。寶元二年卒，年八十八。

## 成就
张先於北宋詞壇開風氣之先，與柳永齊名。有名句云：嬌柔懶起，簾墜卷花影；柳徑無人，墜飛絮無影；雲破月來花弄影。時稱“張三影”。其詞含蓄雅正，意象繁富，內在凝練，于兩宋婉約詞史裏影響巨大，在詞由小令向慢詞的過渡中是一個不能忽視的功臣。正如清末詞家陳廷焯云：“張子野詞，古今一大轉移也。前此則為晏歐、為溫韋，體段雖具，聲色未開；後此則為秦柳、為蘇辛、為美成白石，發揚蹈厲，氣局一新，而古意漸失。子野適得其中。”。《詞學通論》中引吳梅評價稱：“子野上結晏、歐之局，下開蘇、秦之先，在北宋諸家中適得其平，有含蓄處，亦有發越處。但含蓄不似溫、韋，發越亦不似豪蘇膩柳。規模既正，氣格亦古，非諸家能及也。”南宋中後期“醇雅”派中姜夔的詞受其影響極大。《詞潔輯評》中先著提到：“（子野）白描高手，為姜白石之先驅。”

## 家庭
張先一生富貴，詩酒風流，“善戏谑，有风味。”，晚年往來于杭州、吳興間，生活優遊。好友蘇軾在其八十五歲娶妾時之贈詩有云“詩人老去鶯鶯在，公子歸來燕燕忙”為其生活寫照。
相传，張先在八十歲時娶了十八歲的妾，他與蘇東坡遊西湖時曾有詩曰：“我年八十卿十八，卿是紅顏我白髮。與卿顛倒本同庚，只隔中間一花甲”。蘇東坡即興相和：“十八新娘八十郎，蒼蒼白髮對紅妝。鴛鴦被裏成雙夜，一樹梨花壓海棠”。但此典故缺乏可靠出處。
张先共有十子二女，年纪最大的儿子和年纪最小的女儿相差六十岁。有孫名張有，著有《復古編》十一卷。